# 崔夫人 (後趙武帝)
崔夫人（?—?），后赵武帝石虎的第二任正妻。
石虎因宠妾郑樱桃，打死了元配郭夫人。因郑樱桃出身低贱，没能立即扶正，娶名门望族清河崔氏的女儿崔氏为继室。郑樱桃生下长子（一说是长女），崔氏要夺去收养，郑樱桃坚决不肯。妻妾争吵不休之余，婴儿却夭折了，郑樱桃遂一口咬定崔氏害死了婴儿。崔氏辩白，石虎不肯理会，将崔氏杀死。从此郑樱桃成为石虎的继妻。